# 레고 테크닉

레고 테크닉 로고

레고 테크닉은 1977년에 보다 정교한 레고 모델을 만들기 위해 만들어진 새로운 조립시스템으로 시작된 시리즈이다.
처음에는 'EXPERT BUILD'로 처음 선보였으나 후에 'TECHNIC'으로 확립되었다. 단순한 브릭이 아닌 빔 축 기어등으로 구성되었으며 기존과 전혀 다른 레고의 모델이었고, 차후 공압과 모터의 구동으로 더욱 실물과 가까워졌다.

## 부품
위에 말하듯 끼우는 일반 브릭과 달리
요철이 없는 스터드리스 구조를 만들기 위해 빔과 핀들이 주로 구조물을 설계할 때 사용된다.
·기어 축 : 기계적인 움직임을 구현하기 위해 각종 사이즈의 톱니바퀴(기어)와 연결하기 위한 축이 있다.
·파워 펑션 : 기차, 테크닉 차량, 전동 크레인등에 쓰이는 일종의 모터. 배터리팩, 전선, 모터, LED, 센서, 조종기, 브릭과의 연결부등으로 이루어졌다. 
모터에는 M, XL, L, 서보모터가 있다. M모터는 빠른 회전력, XL모터는 큰 힘, L모터는 큰 테크닉 차량에 사용된다. 

또 서보모터는 90°씩 회전하여 주로 차량의 조향부에 이용된다
·공압 부품 : 모터의 사용과 별개로 실제보다 작은 제품을 효과적으로 움직이기 위해 공압 제품이 사용되었다

이는 공압 라인, 펌프, 탱크 액츄에이터 등으로 이루어져있다.
주의점은 오래 방치할 경우 기어가 '딱딱' 소리나면서 걸린다. 이럴 때는 고치기가 어려우니 분해 후 다시 조립해야 한다.

## 년도별 특징과 제품

### 1977~1981 [EXPERT BUILD]
·1977~1978년도 :

테크닉 세트로 유럽에서 첫 등장하였고,
 현대 기어구동 기능을 재현하는 데 사용할 수 있는 기어와 차축,

그리고 축을 설치할 수 있는 구멍이 뚫린 빔과 판을 도입하였다.
이후 1~2년동안 미국에선 구하기 힘들었고 "EXPERT BUILDER"라고 불렸다.
```
850 Forklift, 851 Farm Tractor, 852 Sky Copter, 853 Auto Chassis, 854 Go Cart, 855 Mobile Crane
```

·1979년도 :

최초의 불도저와 오토바이 모델
이 두 모델은 기술,기능 모든 면에서 새로운 장을 연 것은 아니지만,만들어진 적이 없는 종이었다.

단순한 기어와 빔의 구조인 이전모델과 차별되는 복잡한 바 링크와 랙의 메커니즘이 특징,
그리고 체인링크 와 트랙 링크의 도입을 시도하였다
```
856 Bulldozer, 857 Motorcycle
```

·1980년도 :

'new' car shassis
모든면을 향상시킨 하지만 기존의 브릭을 활용할 수 있는 모델 

자동차 엔진모델을 미국에서만 판매하였다.

그리고 더욱 실제 기능과 가까워질 수 있는
충격완화장치[쇽] 차등기어 베벨기어를 도입하였다.
```
858/8858 Engines, 8860 Auto Chassis
```

·1981년도 :

첫해이후 가장 많은 신모델을 선보였다.

그리고 처음으로 기존 브릭의 끼우는 방식이 아닌 마찰핀 이 도입되었다.

그리고 1/2핀과 조향 부분에서의 새로운 파츠들의 도입으로 컴펙트한 조립이 가능해졌다.
```
8844 Helicopter, 8845 Dune Buggy, 8846 Tow Truck, 8848 Power Truck, 8859 Harvester
```

### 1982~~[TECHNIC]
·1982년도 :

테크닉에 새로운 개념을 도입한시기 

최초로 모터가 들어간 모델이 출시되었다.

유럽에서 처음으로 '테크닉'이라는 용어가 공식적으로 사용되었다.

그리고 위에 설명하듯 4.5v 신형모터가 도입되었고 앞으로 가장많이 사용되는 '마찰핀'고정 형식이 확립되었다.
```
8030 Universal Building Set, 8050 Motorized Universal Building Set,  8090 Universal Building Set
```

·1983년도 :

큰 변화는없었지만 현재에도 구하기 어려운 흰색 빔이 제작되었다 

그리고 고무링을 껴서 바퀴로만드는 작은 풀리가 도입되었다

```
1924 Motorcycle, 8841 Desert Racer, 8847 Dragster
```

·1984년도 :

1세대 공압시스템의 등장

첫 작은 범용 세트의 도입이지만 공압을 이용한 포크레인이 더큰 호응을 얻었다.

[공압시스템의 한계는 있었지만 제품에서는 충분한 진보였다. ]

그리고 공압시스템을 활용하기 위해 공압 액츄에이터, 펌프, 분배블럭, 스위치등이 도입되었다.

```
8020 Universal Building Set,  8040 Pneumatic Universal Building Set, 8843 Forklift, 8851 Excavator,
```

·1985년도 :

하나의 테크닉 제품을 출시했는데 

이는 여전히 공압시스템을 소화하고 있기 때문일 것이다.

그리고 당연히 새로 도입되는 파츠는 없었다.

```
1972 Go Cart
```

·1986년도 :

한번에 8개의 제품을 출시하였는데

2개는 범용 세트, 2개 표준 테크닉 세트,
나머지 4개가 북극액션세트이다.

[따로 카테고리가 만들어질정도의 특별한 모델]

공압 출시후 첫 정식 제품 출시지만 북극기지 한모델을 제외하곤 모터 장착이였다.

그리고  흰색 빔이 북극 액션애 다량 포함되어있었고, 기존 레고 피규어 보다큰
'테크 플레이' 피규어가 출시되었다.

또한 블레이드 로터, 웜기어 등 기능에 중요한 부품이 같이 도입되었다
```
8035 Universal Building Set, 8055 Motorized Universal Building Set, 8842 Go Cart, 8849 Tractor, 8620 Snow Scooter, 8640 Polar Copter, 8660 Arctic Rescue Unit, 8680 Mountain Rescue Base
```

·1987년도 :

1985이후 또 하나의 제품만을 출시했는데 이는 역시 전년도의 많은 제품군 때문일 것이다.
```
8852 - Robot
```

·1988년도 :

서스펜션과 스티어링의 혁명

이번의 ' 테스트 카 ' 모델에서는 독립형 더블위시본, 3단 트랜스 미션 , 디퍼런셜등
좀더 복잡하고 구체적인 모델로 출시되었다.

[여담으로 사각형 피스톤이 적용된 마지막해이다]

그리고  플렉스 스티어링 과 위에 나온 더블위시본 파츠 가 도입되었다.
```
8832 Roadster, 8853 Excavator, 8855 Prop Plane, 8865 Test Car
```

·1989년도 :

'테크닉의 해'

[공압시스템의 업데이트]

이번년에는 7개의 모델을 출시 하였는데, 

이중 4개의 범용 모델은 각각 테크닉의 특징을하는 공압, 모터,메커니즘 등 을 담은 모델이었다.

또 지금까지의 가장 복잡한 기술모델 인 굴착기 모델 출시

[조향, 전면 리프팅 및 덤핑 버킷, 러핑 붐, 지브, 버킷을 갖춘 후방 공압 굴착기, 슬링 메커니즘, 그리고 현외 장치]

그리고 새로운 공압 액츄에이터, 펌프, 스위치 와 리프트암 을 도입되었다
```
8024 Universal Building Set, 8034 Universal Building Set, 8044 Pneumatic Universal Building Set, 8054 Motorized Universal Building Set, 8835 Forklift, 8854 Power Crane, 8862 Backhoe Grader
```

·1990년도 :

새로운 시스템 

새로운 9V 모터시스템과 한번에 모터 3개를 제어할 수 있는 컨트롤 센터 시스템을 도입했다.

이를 포함하는 컨트롤 센터 제품을 출시하였다 이는 4가지의 범용모델로 출시하였다.

그리고 위에 설명하듯 9V모터,배터리 시스템과 컨트롤러를 도입하였고

사각형 엔진 실린더에서 둥근 엔진 실린터 ,커넥팅 로드 , 피스톤으로 변화와 기존 마찰핀의 최적화, 턴테이블 파츠,새로운 타이어의 도입이있었다.

```
8064 Motorized Universal Building Set, 8094 Control Center, 8825 Night Chopper, 8830 Rally 6-Wheeler, 8840 Rally Shock 'n' Roll Racer, 8850 Rally Off Roader
```

·1991년도 :

이번년도에느 새로운 6개 모델을 발표했다

전년도의 모터,공압 시스템없이 이전까지의 기계적요소와 케이블 액션위주의 제품군으로 출시되었다.

또한 좀더 업데이트된 오토바이 모델을 발표하였다.

그리고 위에설명한 새로운 오토바이 바퀴,쇽 업소버 ,와 밀고당길 수 있는 케이블이 도입되었다.

[케이블은 플라스틱 커버가 취약해 앞으로 거의 사용되지 않았다]
```
8074 Universal Building Set, 8810 Cafe Racer, 8815 Speedway Bandit, 8820 Mountain Rambler, 8838 Shock Cycle, 8856 Whirlwind Rescue
```

·1992년도 :

이번년도에는 큰 3개 중간 2개 작은 1개의 총 6개의 모델을 출시했다.

큰모델중하나인 8868 공압 집게 굴착기는 압축기를 사용하는 가장 복잡한 이중 공압시스템으로 분류된다.

이년도를 기준으로  모델들은 점점 아이들이 만들기엔 너무 복잡하고 어려워졌다.

그리고 공압 실린더와 펌프가 새로 도입되었다.
```
8826 ATX Sport Cycle, 8828 Front End Loader, 8836 Sky Ranger, 8837 Pneumatic Excavator, 8839 Supply Ship, 8868 Air Tech Claw Rig
```

·1993년도 :

테크닉의 과도기 

이번의 7세트는 가장 보편적인 사이즈에서 가장큰 세트까지 크기가 다양한 모델들로 출시되었다 

흰색 모델, 공압 시스템 ,마이크로 모터를 활용한 컨트롤 세트,큰 오토바이까지 여지까지 테크닉의 모든것을 볼 수 있었다
.
그리고 오토바이 모델에는 새로운 큰 바퀴가 포함되어있었고, 전동기에는 작은 9V 모터,
또한 앞으로의 기어결합 발전을 안겨주는 공회전 기어가 도입되었다.
```
8022 Technic Starter Set, 8042 Pneumatic Universal Building Set, 8082 Multi Control Set, 8818 Baja Blaster, 8824 Hovercraft, 8857 Street Chopper, 8872 Forklift Transporter
```

·1994년도 :

슈퍼카
다양한이유로 테크닉의 가장 획기적인 해였다 

미니모델이 없이 총 8개의 테크닉 제품을 출시하였다.

범용 모델은 이번년도를 마지막으로 이별을 고했고 

복잡한 테크닉 모델을 좋아하는 팬들의 가장큰 호응을 받은 8880을 마지막으로
새로운 넘버링 방식을 도입하였다.
[여담으로 8880은 완전히 새로운 방식으로 설계되어 역대 최고의 테크닉 제품이라 평가받았다]

그리고 다양한 튜브 타이어와 스티어링 차동기어 파츠와 공회전 기어를 활용한 수동기어 기술이 도입되었다.
```
8032 Universal Building Set, 8062 Universal Building Set, 8808 F-1 Racer, 8812 Aero Hawk II, 8816 Off-Road Rambler, 8829 Dune Blaster, 8858 Rebel Wrecker, 8880 Super Car
```

·1995년도 :

출시이후 갖아많은 9개의 모델을 출시하였다 

이번년에는 새로운 부품 , 조립 개념, 마케팅기법이 도입되었다.

8200번대는 '테크 플레이' 테크닉 피규어를 가진 작은 모델들이고
8400번대는 '테크 빌드' 더복잡하고 많은기능들을 가진 큰 모델들이었다

[이번년도의 역작인 8485 컨트롤 센터 2는 3개의 모델을 만들수있었지만 범용 모델이라 칭하지 않았다.]

그리고 온로드 타이어, 좀더 용이하게 설치할 수 있는 기어박스들, 랙 기어, 베벨기어, 등이 도입되었다.
```
8210 Nitro GTX Bike, 8225 Road Rally V, 8235 Front End Loader, 8280 Fire Engine, 8412 Nighthawk, 8422 Circuit Shock Racer, 8440 Formula Flash, 8460 Pneumatic Crane Truck, 8485 Control Center II
```

·1996년도 :

10개의 2년연속 가장 많은 모델 출시 

5개의 '테크 플레이'세트 와 5개의 '테크 빌드' 로 최소 82개부터 1368개의 부품으로 범위가 넓었다.

'테크 플레이' 에선 별다른 특이점은 없었는데 '테크 빌드'에서는
공압 시스템, 새로운 광섬유 시스템을 출시했다.

[여담으로 이광섬유시스템은 관리에 취약했기에 1년밖에 지속되지 않았고, 그 희귀성 덕분에 가장 귀한 수집품이되었다.]

그리고 위에설명한 광섬유 파츠, 변속기 레버, 게이트 등이 도입되었다.
```
8207 Dune Duster, 8223 Hydrofoil 7, 8230 Coastal Cop Buggy, 8244 Convertibles, 8286 3-in-1 Car, 8408 Desert Ranger, 8425 Black Hawk, 8443 Pneumatic Log Loader, 8456 Fiber Optic Multi Set, 8480 Space Shuttle
```

·1997년도 :

변화의 해 

3년째 가장많은 13개의 세트를 출시했다.

9개의 단순한 플레이 세트 4개의 빌드 세트를 출시했다 

가장작은 8205모델은 앞으로 나올 놀이 모델의 전환을 보여줬다.

[고무줄을 이용해서 뒤로 당기면 앞으로 움직일수있는 모델이다.]

가장중요한 변화는 8479의 '코드 파일럿'이다.
이는 앞으로 출시될 '마인드 스톰'의 모체가 되는 최초의 컴퓨터로 프로그램할 수 있는 모델이다. 

그리고 위에설명한 코드 파일럿 파츠[바코드 리더기, 새로운 9V 모터], 새로운 24개 기어, 클러치 기어,
각도별 축 커넥터, 공압탱크, 각종 타이어들이 도입되었다.
```
2129 Blast-Off Dragster, 8205 Bungee Blaster, 8215 Gyro Copter, 8216 Turbo 1, 8222 VTOL, 8229 Tread Trekker, 8232 Chopper Force, 8250/8299 Search Sub, 8277 Giant Model Set, 8414 Mountain Rambler, 8437 Future Car, 8459 Pneumatic Front End Loader, 
8479 Barcode Multi-Set, MOTOR SET, 9 VOLT - 8735
```

·1998년도 :

21개의 역대최고의 세트를 갱신하였다.

시장을 확장하려는 욕구때문이라 생각된다.

'경쟁'이라는 컨셉은 서로다른 두모델이 모의전투를 할 수 있는 제품군으로 출시되었다.

이러한 제품군보다는 사이버 마스터(8482) 모델이 더 주목받았다.
이는 테크닉 부품으로 짧게 프로그램을 할 수 있는 모델이다.

마인드스톰도 본격적인 로봇 프로그래밍을 시작하였다.

그리고 노브 휠, 각종 리프트 암, 휠타이어들이 새로 도입되었다.

```
2544 Motorcycle, 2854 Bungee Chopper, 3054 Motorcycle, 8202 Bungee Chopper, 8203 Rover Discovery, 8204 Sky Flyer 1, 8208 Custom Cruiser, 8209 Future F1, 8213 Spy Runner, 8217 The Wasp, 8218 Trike Tourer, 8219 Racer, 8226 Mud Masher,
8233/8239 Cyber Slam Spider, 8245 Robots Revenge, 8248 Forklift, 8257 Cyber Strikers, 8266/3038 Spyder Slayer, 8417 Mag Wheel Master, 8428/8432 Concept Car, 8462 Tow Truck
```

·1999년도 :

25개의 세트를 출시했다

하지만 8500번대의 9개 슬라이저 모델을 포함했기에
테크닉모델에는 인정하지 않는다.

[슬라이저 모델은 테크닉 부품으로 사람형상으로 만든 제품군이다.]

8448 슈퍼카 모델이 더많은 주목을 끌었다.

이는 8880모델에서의 기술적 진화를 이뤄냈고 플레서블 케이블들로 멋진외관을 만들어냈다

그리고 새로운 베벨기어 플렉시블 튜브 ,휠 타이어 등이 도입되었다.
```
1257/3000 Tricycle, 1258/3001 Buggy, 1259/1268/3003 Motorbike, 1260/3005 Car, 8246 Hydro Racer, 8247 Road Rebel, 8251 Sonic Cycle, 8252 Beach Buster, 8253 Fire Helicopter, 8255 Rescue Bike, 8268 Scorpion Attack, 8269 Cyber Stinger, 
8444 Air Enforcer, 8445 Indy Storm, 8446 Crane Truck, 8448 Super Street Sensation
```

·2000년도 :

1999년과 마찬가지로 25개의모델을 출시했는데 

이는 10개의 슬라이저 모델 3개의 스타워즈 드로이드 모델, 테크플레이를 제외하곤
전통적인 테크닉 제품은 경주용 자동차 모델들밖에 없었다

이쯤에는 많은 제품들이 테크닉이 무엇인가에대한 정의를 희석시켜버렸다.

하지만 파워풀러는 20개의 엔진과 가장큰 타이어 등으로 인기를 몰았고
플래그쉽'격'인 8458 실버 챔피언은 가장큰 모델로 외관과 기계적요소로 인기를끌었다.

또한 추가 공압 세트, 외관세트, 모터차체 팩, 섀시 팩등 부분으로 분할하여 제품도 내었다.

그리고 새로운 빔,서스펜션 파츠, 휠 타이어가 도입되었다.
```
8236 Bike Burner, 8237 Formula Force, 8238 Dueling Dragsters, 8279 4WD X-Track, 8305 Duel Bikes, 8307 Stunt Race, 8457 Power Puller, 8458 Silver Champion, PNEUMATIC PACK - 5218, STYLING PACK - 5220, MOTOR BASE PACK - 5221,
 CHASSIS PACK - 5222
```

·2001년도 :

10개의 세트로 관리가 쉬운수준으로 감소하였다

이전의 슬라이저 로보라이더스들은 바이오니클 시리즈로 다른 제품군으로 벗어났다

그리고 새로운 프레임 부품의 추가로 구조적인 진화를 가져왔다.

공압 시스템의 부활도있었고 슈퍼카라인으로 분류될수있는 오프로드 카도 등장하였다.

그리고 위에설명하듯 새로운 프레임, 패널 , 서스펜션 등이 새로 도입되었다.

[테크닉제품군은 매년 프레임과 서스펜션 쪽에 개발을 하고있다.]
```
8240 Slammer Stunt Bike, 8241 Battle Cars, 8242 Slammer Turbo, 8463 Forklift, 8464 Pneumatic Front End Loader, 8465 Extreme Off Roader, 8466 4x4 Off Roader, WIND-UP MOTOR - 5223
```

·2002년도 :

새로운 스타워즈 4개와 재출시된 제품 3개 

8461은 레이서스의 이름을 달고 출시했기에
진정으로 출시한 제품은 없었다

그리고 당연하게 새로 추가된 파츠는 패널이상으론 없었다.
```
8249 Helicopter, 8430 Mag Wheel Master, 8431 Pneumatic Crane Truck, 8461 Williams F1 Racer
```

·2003년도 :

5개의 신제품과 3년째 공압크레인이 재발매되었다

그리고 공압시스템의 3번째 업데이트였다 

그리고 기존브릭의 끼우는 방식이 없어진 핀결합방식이 주 가되는 모델을 확립시켰다.

8455 Backhoe 제품은 가장 복잡한 10개의 공압실린더로 이루어진 제품으로 공압의 진화를 보여주었다.

그리고 공압 시스템을 핀으로 결합하는방식으로 바뀐 파츠,결합성을 색으로 분류한 핀, 새로운 휠 타이어가 도입되었다.

```
8438 Pneumatic Crane Truck, 8441 Forklift Truck, 8451 Dump Truck, 8453 Front End Loader, 8454 Rescue Truck, 8455 Backhoe
```

·2004년도 :

무분별한 특수 단일브릭과 시장확장으로 레고의 가장힘든 시기였다.

전의 몇년간 제품수의 증가로 생산시스템이 관리하기 힘들정도였기에
이번년도에는 6개만 출시되었다.

테크닉을 황용한 레이서 모델 , 재출시된 공압로더 새로운 4개의 제품들이다.

그리고 기존브릭을 좀더활용하기 위해 새로운 핀들과 휠타이어, 개선된 턴테이블만 도입되었다.
```
8386 Ferrari F1 Racer 1:10, 8433 Cool Movers, 8434 Aircraft, 8435 4WD, 8436 Truck, 8439 Front End Loader
```

·2005년도 :

선택과 집중

이번년도에는 작은브릭수를 가졌던 '플레이'모델이 사라지고 '빌드'의 차별성또한 없어졌다

보다 더크고 [높은 가격대] 현실적기능에 가까운 큰 모델들에 집중하여 회사의 복구를 시작했다

최초로 플래그쉽 제품을 선보였다 1900개의 부품 8개의 타이어를 가진 모바일 크레인으로 모터와 배터리박스또한 포함되어있었다.

그리고 새로운 서스펜션 파츠 ,휠 타이어를 도입되었다.

[새 서스편션은 이후등장하지 않아 구하기힘든 파츠가 되었다]
```
8415 Dump Truck, 8416 Forklift, 8418 Mini Loader, 8419 Excavator, 8420 Street Bike, 8421 Mobile Crane, 8649 Nitro Menace, 8653 Enzo Ferrari
```

·2006년도 :

총 9개의 모델 출시로 회복 길에 올랐다.

가장큰 크레인 모델과 모바일 크레인 이후로 가장많은 브릭수를 가진 토우 트럭이 등장했다

레이서에 포함되는 라페라리 모델 또한 인기를 끌었다.

그리고 새로운 파츠는 없었지만 최초로 라임그린색이 등장하였다.
```
ROUGH TERRAIN CRANE - 8270, WHEEL LOADER - 8271, SNOW MOBILE - 8272, MINI TRACTOR - 8281, QUAD BIKE - 8282, TELEHANDLER - 8283, DUNE BUGGY - 8284, TOW TRUCK - 8285, CRAWLER CRANE - 8288, FIRE TRUCK - 8289, 8674 Ferrari F1 Racer 1:8
```

·2007년도 :

동력 혁신

8개의 새로운세트 이중에 2개는 레이서 라인에 들어가있었다

주목할점은 모터시스템의 진화였다

1977년도초기엔 4.5v보조모터가있었고, 1982년도엔 세트에포함되었고, 1997년에는 9v맞춘 모터였다.

30년이 지난 지금에 완전히 새로운[파워 펑션]것으로 교체되었다, 단순히 모터의 변화뿐아니라
여러 개의 모터, 배터리, 배선, 스위치, 원격 제어기로 혁신을이루었다.

모터들도 동일 출력이아니라 크기별로 출력을 다양하게나누었다

플래그쉽 제품인 동력불도저는 모든 파워펑션을 포함하여 완전히 무선으로 구동되는 첫번째 제품으로 출시되었다.

그리고 위에 설명된 파워펑션과 무한궤도가 도입되었다.
```
OFF-ROAD TRUCK - 8273, COMBINE HARVESTER - 8274, MOTORIZED BULLDOZER - 8275, MINI FORKLIFT - 8290, 8145 Ferrari 599 GTB Fiorino,  8146 Nitro Muscle, 8272 Snowmobile
```

·2008년도 :

7개 모델을 출시했는데 이중 4개세트는 파워펑션을 포함했다 

플래그쉽으로 8297을 출시했지만 중형모델들도 유별나게 복잡했다,

이시점이후로 다시 테크닉 시리즈들은 점점더 복잡해지고있었다.

그리고 추가적인 파워펑션 파츠들(스위치, LED), 기계식 엑츄에이터, 새로운 차동기어가 도입되었다.
```
8290 Mini Forklift, 8291 Dirt Bike, 8292 Cherry Picker, 8294 Excavator, 8295 Telescopic Handler, 8296 Dune Buggy, 8297 Off Roader
```

·2009년도 :

총10개의 세트가 출시되었는데
처음으로 상반기 하반기 나누어 출시되었다.

플래그쉽이 아닌 모델도 가장많은 브릭수를가진 제품이 포힘되어있었다 

다양한 패널들을 사용하여 좀더 외관적으로의 자유도를 높였다.

그리고 구조적으로 보완시켜주는 박스형 프레임,다양한 색과 크기의 패널이 도입되었다.
```
8063 Tractor with Trailer, 8256 Go Kart, 8258 Crane Truck, 8259 Mini Bulldozer, 8260 Tractor, 8261 Rally Truck, 8262 Quad Bike, 8263 Snow Groomer, 8264 Hauler, 8265 Front End Loader
```

·2010년도 :

10개의 새로운 세트 

넘버링의 변화 8200 8400넘버들의 8000게열로 옮겨왔다

공압시스템 로더 하나와 가장큰 혁신인 8043포크레인이 출시되었다 

위제품은 역대급으로 가장 복잡한 기어박스와 기계식액츄에이터의 도입 파워펑션 완전무선구동 등을 적용했기 때문이다

그리고 새로 적용된 축과 기어들은 8043의 기어박스를 구성하기 위해 도입되었다.
```
8041 Race Truck, 8043 Motorized Excavator, 8045 Mini Telehandler, 8046 Helicopter, 8047 Compact Excavator, 8048 Buggy, 8049 Tractor with Log Loader, 8051 Motorbike, 8052 Container Truck, 8053 Mobile Crane
```

·2011년도 :

총 10개의 제품을 출시했다

테크닉 팬들의 염원인 슈퍼카 8070이 출시되었고

더욱이 처번째 공인 라이센스 제품인 벤츠의 유니목 제품을 출시하였다

위제품엔 두 번째로 큰 공압기 ,가장많은 브릭,등등 혁신적인 제품으로 눈길을 사로잡았다.

그리고 미니 액츄에이터, 차축연결기 ,기어,새로운 쇽 업소버 등이 도입되었다.

[과거 부품수증가로 위협을 받았던터라 걱정을 많이했지만 이후모델에도 많이 사용되었다.]
```
8065 Mini Container Truck, 8066 Off Roader, 8067 Mini Mobile Crane, 8068 Rescue Helicopter, 8069 Backhoe Loader, 8070 Supercar, 8071 Bucket Truck, 8081 Extreme Cruiser, 8109 Flatbed Truck, 8110 Mercedes-Benz Unimog U400
```

·2012년도 :

9개의 제품을출시하였다.

매끄러운 조향을 도와줄 서브모터의 출시였다 

이를 포함하는 9398 크롤러는 좀더 부드러운 움직임을 가진 완전 구동 제품이었다.

넘버링에 한번더 변화가있었다 8000시리즈에 9300시리즈로 시스템을 바꾸었다.

또한 중형 모델에도 모터를 추가할 수 있도록하여 파워펑션의 활용도를 높였다.

그리고 위에설명한 서브모터 L모터, 작은 턴테이블등 컴팩트한 파츠들이 도입되었다.
```
9390 Mini Tow Truck, 9391 Tracked Crane, 9392 Quad Bike, 9393 Tractor, 9394 Jet Plane, 9395 Pick-Up Tow Truck, 9396 Helicopter, 9397 Logging Truck, 9398 4x4 Crawler
```

·2013년도 :

다양한 1년

2005년에 발매한 모바일크레인의 인기로 42009 MK II로 더 크고 더 복잡하게 업데이트를 했고
7년만에 대형 포뮬러의 부활 8043의 파워펑션을 제외한 버젼도 있었지만 .

이중에 가장특이한것은 테크닉 디자인 콘테스트였다.

다양한 작품중에서 41999 가 미국 머슬카 컨셉으로 10000부한정 출품되었다.

그리고 신형 부품들이 등장했는데 마찰이 적은 차륜허브, 축 ,휠 타이어가 도입되었다.
```
41999 4x4 Crawler Exclusive Edition, 42000 Grand Prix Racer, 42001 Mini Off Roader, 42002 Hovercraft, 42004 Mini Backhoe Loader, 42005 Monster Truck, 42006 Excavator, 42007 Moto Cross Bike, 42008 Service Truck, 
42009 Mobile Crane MK II, 42010 Off Road Racer, 42011 Race Car
```

·2014년도 :

14개의 제품을 출시했다 

기존에없던 3개의 작은제품이 하나에든 제품을 출시하였도
2번째 라이센스 제품인 볼보 휠로더 가출시되었다

이는 거대한크기와 완전 무선으로 이목을 끌었다.

다른 다양한 크기의 제품들 또한 인기를 끌었다.

그리고 패널과 축이 새로 도입되었지만 무지막지한 크기의 로더 버킷이 42025를 위해 추가되었다.
```
TWIN-ROTOR HELICOPTER - 42020, SNOWMOBILE - 42021, HOT ROD - 42022, CONSTRUCTION CREW - 42023, CONTAINER TRUCK - 42024, CARGO PLANE - 42025, BLACK CHAMPION RACER - 42026, DESERT RACER - 42027, BULLDOZER - 42028, 
CUSTOMIZED PICK UP TRUCK - 42029, REMOTE-CONTROLLED VOLVO L350F WHEEL LOAD - 42030, COMPACT TRACKED LOADER - 42032, RECORD BREAKER - 42033, QUAD BIKE - 42034
```

·2015년도 :

제품이든 부품이든 가장 중요한 해

역시 14개의 제품을 출시하였다

3번째 라이센스로 벤츠 아크로스는 2800개의 부품수로 기록을 갱신하였고
더긴 공압기와 가어랙 자지대가 사용되었다.

또한 다른 모델들도 과거에 나왔던
비행기, 트럭, 오토바이, 크레인, 오프로드 차량, 경주용 자동차, 풀백 레이서, 건설 장비
등 모든걸 포함하였다.

그리고 4세대 공압부품인 V2 , 기어랙 ,변속 구동링등이 새로 도입이 되었다
```
CHERRY PICKER - 42031, MINING TRUCK - 42035, STREET MOTORCYCLE - 42036, FORMULA OFF-ROADER - 42037, ARCTIC TRUCK - 42038, 24 HOURS RACE CAR - 42039, FIRE PLANE - 42040, RACE TRUCK - 42041, CRAWLER CRANE - 42042, 
MERCEDES-BENZ AROCS 3245 - 42043, DISPLAY TEAM JET - 42044, HYDROPLANE RACER - 42045, GETAWAY RACER - 42046, POLICE INTERCEPTOR - 42047
```

·2016년도 :

놀라움

12개의 모델을 출시하였는데
파워펑션을 포함한 3개의모델

3개의 라이선스 모델 (Volvo, CLAAS, Porsche)
그리고 무려 4000개의 부품수를 자랑하는 모델까지
놀라움의 연속인 해였다.

또한 파워펑션 모터세트도 따로 출시하였다.

물론 가장큰 놀라움은 새로운 42056Porsche 911 GT3 RS이다.
이는 새로운 부품부터 포장까지 'ULTIMATE'시리즈를 보여줬다.

그리고 포르쉐를 위한 패널 바퀴등 과 공압 펌프가 도입되었다.
```
RACE KART - 42048, MINE LOADER - 42049, DRAG RACER - 42050, HEAVY LIFT HELICOPTER - 42052, VOLVO EW160E - 42053, CLAAS XERION 5000 TRAC VC - 42054, BUCKET WHEEL EXCAVATOR - 42055, PORSCHE 911 GT3 RS - 42056,  
ULTRALIGHT HELICOPTER - 42057, STUNT BIKE - 42058, STUNT TRUCK - 42059, ROADWORK CREW - 42060, POWER FUNCTIONS MOTOR SET - 8293
```

·2017년도 :

테크닉의 40주년

13개의 제품을 출시하였다

40주년인 이벤트로 박스마다 40(1977~2017)이 적혀있는 3X1브릭이 들어있다

6X6 RC트럭 제품도 이목을끌었지만 무선조종의 높은가격에서 벗어난 레이서역시 주목받았다

최초로 라이선스를 가진 BMW오토바이 제품도 출시하였는데 오토바이 모델에서 가장많은 브릭수
멋진외관으로 인기를 끌었다.

그리고 40년대 추가모델 또한있었는데 8860을 재구성한모델로 한정 출시되었다.
```
TELEHANDLER - 42061, CONTAINER YARD - 42062, BMW R 1200 GS ADVENTURE - 42063, OCEAN EXPLORER - 42064, RC TRACKED RACER - 42065, AIR RACE JET - 42066, AIRPORT RESCUE VEHICLE - 42068, EXTREME ADVENTURE - 42069, 
6X6 ALL TERRAIN TOW TRUCK - 42070, DOZER COMPACTOR - 42071, WHACK! - 42072, BASH! - 42073, RACING YACHT - 42074, HOOK LOADER - 42084
```

·2018년도 :

작년과 동일하게 13개의 제품을 출시하였다

상반기에는 파워펑션 모델없이 오직
맥(MACK)과 라이선스를 가진 트럭모델만나와서 특이점이 없어지만

[가장긴모델과 희귀한 하얀색 브릭 사용으로 인기가 많았지만]

하반기 출시 모델들을 위한초석이었다

라이선스 모델이 2개있었으며 좀더 크기가다양했다

이중 라이선스 모델중하나는 이미 성공적인 포르쉐모델을참고로 고급스러운 포장과 설명서를 가져갔지만

42083 BUGATTI CIRON은 이미 충분한 멋진외관으로 모두를 사로잡았다.

[여담으로 레고사는 레고테크닉 부품으로 실제사이즈의 부가티시론을 만들어 구동까지 한 프로젝트를 진행했었다.]
```
FIRST RESPONDER - 42075, HOVERCRAFT - 42076, RALLY CAR - 42077, MACK ANTHEM - 42078, HEAVY DUTY FORKLIFT - 42079, FOREST MACHINE - 42080, VOLVO CONCEPT WHEEL LOADER ZEUX - 42081, ROUGH TERRAIN CRANE - 42082, 
BUGATTI CHIRON - 42083, POWER BOAT - 42089, GETAWAY TRUCK - 42090, POLICE PURSUIT - 42091, RESCUE HELICOPTER - 42092
```

## 특이 제품군
- 슬라이저 : 테크닉부품과 전용파츠로 구성된 작은 인간형 모델
- 로보 라이더스 : 슬라이저 이후의 슬라이저와 유사하지만 오토바이 형식으로 나온 제품군
- 바이오니클 : 위에 설명한 두 제품들이 모체가 되어 개발된 제품군. 더 크고 화려한 모델들로 오래 인기를 끌었다.
- 마인드 스톰 : 과거 '코드 파일럿'을 기반으로 독립적으로 프로그래밍쪽을 중점으로 개발된 제품군 현재는 다양한 센서와 구동장치들이 추가되어 교육용으로 많이 사용된다.
- 레이서스 : 독립 제품군이지만 테크닉과 관련이 깊고 분간이 약간 어려운 제품들이 많다.
- 플래그쉽 : 년도별 대표하는 제품으로 주로 파워펑션 구동, 공압식 구동, 라이선스 제품들등이 주를 이룬다.

## 같이 보기
- 레고 그룹 : 레고를 출시하는 가족 기업.
- 레고랜드 : 레고로 만들어진 테마파크.
- 레고 : 플라스틱 놀이 제품.